# Jónsbók
Jónsbók er en islandsk lovbog som blev skrevet af den islandske livmand Jón Einarsson efter hvem den fik navn. Den blev skrevet på initiativ fra den norske kong Magnus Lagabøte og gjaldt i islandsk ret fra 1281 og til den blev revideret – men ikke afskaffet – i 1662. Dele af bogen er fortsat gældende på Island.
| Jura | Spire Denne juraartikel er en spire som bør udbygges. Du er velkommen til at hjælpe Wikipedia ved at udvide den. |

| Bog | Spire Denne artikel om bøger og tidsskrifter er en spire som bør udbygges. Du er velkommen til at hjælpe Wikipedia ved at udvide den. |